# Mário Motta
Mário Pinto da Motta Júnior (Santo André, 25 de março de 1952) é deputado estadual por Santa Catarina, um professor de Educação Física, jornalista, radialista, cerimonialista e apresentador de televisão brasileiro. Por mais de 3 décadas, apresentou o Jornal do Almoço na, atualmente, NSC TV Florianópolis, foi apresentador na CBN Diário e colunista no jornal Hora de Santa Catarina.

## História
Mário Motta é  filho do radialista paulista Mário Pinto da Mota ("Motinha") e de Nair de Campos Motta (Nhá Fia), que apresentavam o programa Na Serra da Mantiqueira na Rádio Bandeirantes de São Paulo na década de 1950. Após seu nascimento, o casal deixou o rádio e passou a viajar pelo interior do Brasil à frente do Circo Teatro Motinha e Nhá Fia. Ainda criança, Mário Motta trabalhou no circo de seus pais, apresentando números de acrobacias, trapézio, atuando como palhaço, entre outros. Chegou a estrelar ainda o filme Maria 38, de 1960, dirigido por Watson Macedo. Com o fim do circo em 1965, a família se fixou na cidade paulista de Tupã.
Formou-se em Educação Física pela Escola Superior de Educação Física da Alta Paulista, em 1973, de onde seguiu ingressando no magistério. Iniciou a carreira radialista na Rádio Piratininga, de Tupã, onde realizou diversas funções.
Mudou-se para Santa Catarina em 1975, para trabalhar como professor de educação física em Lages. Nesse período também trabalhou na Rádio Princesa e Rádio Clube como locutor esportivo. Iniciou seu trabalho na televisão cinco ano mais tarde, ao ingressar na TV Planalto. Assumiu a Chefia do Serviço Pedagógico da Educação Física na Secretaria de Estado da Educação e do Desporto em Florianópolis, em 1986. Paralelamente, nesse mesmo ano, coordenou o jornalismo da sucursal da TV Planalto em Florianópolis. Pouco tempo depois foi contratado pela RBS TV (hoje NSC TV), onde atua desde então como âncora do Jornal do Almoço, do programa Notícia na Manhã na rádio CBN Diário e colunista no jornal Hora de Santa Catarina.
Em 30 de novembro de 2019, apresentou o Jornal Nacional, como comemoração dos 50 anos deste telejornal, ao lado da potiguara Lídia Pace. Foi apresentado à população como um convidado de honra, uma vez que é o âncora de um mesmo telejornal local há mais tempo dentre todas as afiliadas da Rede Globo no Brasil. e novamente voltará a bancada do JN, agora fazendo parte do rodízio fixo.
Em março de 2022, Mário deixa a NSC TV para se dedicar à carreira política.

## Política
Em março de 2022, o apresentador se filiou ao Partido Social Democrático (PSD), efetivamente integrando o grupo político do ex-governador de Santa Catarina, Raimundo Colombo (PSD-SC). O ingresso na política foi acompanhado da correspondente aposentadoria junto à emissora NSC-TV.
Foi eleito no pleito estadual de 2022, com 56.363 votos, em praticamente todos os municípios catarinenses e foi o mais votado de seu partido, para deputado estadual, assumindo o cargo a partir de 1.º de fevereiro de 2023.
Para conhecer mais e melhor as atividades no mandato, Mário Motta mantém o site www.deputadomariomotta.com.br

## Principais ações do mandato

#### Processo Seletivo
Antes mesmo de tomar posse, em 24 de outubro de 2022, logo após ser eleito, o deputado Mário Motta lançou a primeira de uma série de ações inovadoras, o Processo Seletivo para a contratação da equipe do gabinete, incluindo jurídico sênior, jurídico júnior, assessoria de imprensa pleno, secretariado para Lages, secretariado executivo, fiscaliza sênior, fiscaliza jr. e fiscaliza pleno.
O programa, considerado um verdadeiro sucesso, recebeu o total de 1157 inscrições de candidatos de todas as partes de Santa Catarina e após intensa análise, em 30 de dezembro daquele ano, foram divulgados os selecionados, visando uma atuação pautada pela eficiência e eficácia e pela construção de políticas públicas efetivas para melhorar a qualidade dos serviços públicos. 

#### Programa Emendas Participativas
De forma inédita no início do mandato, pela primeira vez na história da Assembleia Legislativa de Santa Catarina (ALESC), o deputado realizou o Programa Emendas Participativas com a finalidade de selecionar projetos para receber as emendas impositivas. O projeto busca, principalmente, direcionar os recursos a áreas carentes e prioritárias, contribuindo de forma efetiva com a vida dos catarinenses.
Em 2023, no primeiro edital, o Programa recebeu 483 projetos de todas as regiões do estado. Após criteriosa seleção, no dia 02 de outubro, o mandato divulgou os contemplados das Emendas Participativas do ano de 2024. Ao todo, foram selecionados 46 projetos, sendo 10 da Serra Catarinense, 07 do Sul do estado, 08 da Grande Florianópolis, 10 da região Oeste, 06 do Norte, e 05 do Vale do Itajaí.
Em 25 de outubro de 2023, o gabinete abriu novo edital do Programa Emendas Participativas, mas desta vez para as emendas do ano de 2025. O processo segue aberto até 07 de setembro de 2024. O edital e todas as informações de como participar estão disponíveis em www.deputadomariomotta.com.br/emendas. 

## Fiscalização
Programa Educação Nota 10 - A educação é a prioridade do mandato. No sentido de unir forças para lutar pela qualidade da educação e, claro, pela formação dos estudantes catarinenses, o deputado Mário Motta lançou o Programa Power Business Intelligence (Power BI), por meio do qual a população pode acompanhar em tempo real a execução das obras e contratos das escolas da rede estadual de ensino de Santa Catarina.
A plataforma, idealizada e realizada pelo gabinete do deputado Mário Motta, reúne e disponibiliza todas as informações sobre reformas, ampliações, elaborações de projetos e construções de novas estruturas nas unidades escolares de todas as regiões catarinenses.
O programa pode ser acessado em https://deputadomariomotta.com.br/painel-contratos-educacao/.

Comissão Mista da Alesc sobre o caso Casan - O deputado Mário Motta foi eleito relator da Comissão Mista criada para apurar a responsabilidade do rompimento do reservatório de água da CASAN, no Monte Cristo, em Florianópolis, que ocorreu no dia 06 de setembro de 2023, atingindo 386 moradores. 
Em 19 de março de 2024, a Comissão Mista apresentou o Relatório Final, apontando as conclusões sobre o que levou ao acidente e os encaminhamentos para evitar que novos desastres voltem a acontecer, atingindo os catarinenses.
Composta pelos deputados Ivan Naatz (presidente), Marquito (vice-presidente), Mário Motta (relator), Maurício Peixer e Antídio Aleixo Lunelli (membros), a Comissão atuou de 11 de outubro de 2023 a 19 de março de 2024, totalizando 119 dos 120 dias permitidos regimentalmente, seguindo o calendário legislativo.
Com a média de uma reunião semanal (excluído o período de recesso parlamentar), a Comissão realizou 11 reuniões, oitivas com 10 testemunhas, e analisou mais de sete mil folhas, incluindo contratos, aditivos, plantas, diários de obra, relatórios fotográficos, memórias de cálculo, trocas de e-mails, entre outros.
Para analisar o que levou ao rompimento do reservatório R4, o relator da Comissão, deputado Mário Motta levou em consideração ainda os relatórios e perícias realizados pelos órgãos competentes como do Tribunal de Contas de Santa Catarina (TCE/SC), da Polícia Científica e de auditoria realizada pela própria Casan.

A Comissão concluiu que a parede cedeu ao sofrer o esforço gerado pela massa de água, pois os estribos, que deveriam assegurar que o pilar resistisse a tal esforço, acabaram se rompendo. 
“Como fator preponderante em relação à ruptura, temos as divergências, entre o que foi projetado e o executado, encontradas entre as armaduras (N15) dos estribos, que não resistiram aos esforços transmitidos pelas paredes aos pilares. Resultado do uso divergente da armadura transversal N15 (estribos) em relação ao seu diâmetro, passando de 10 mm projetados para 5 mm executados. Portanto, na prática, como a resistência é relacionada com a área do ferro, a estrutura implementada tinha cerca de 20% da resistência pretendida”, explica a Comissão.

Denúncia de arquivamento da Sindicância da Casan para investigar responsabilizações pelo desastre na Lagoa da Conceição - Durante o trabalho de apuração das causas que levaram ao rompimento do reservatório da Casan, no Monte Cristo, o relator da Comissão Mista da Alesc, deputado Mário Motta buscou informações sobre as investigações relativas ao acidente na lagoa de evapoinfiltração na Lagoa da Conceição. Após vários pedidos de informação, a Casan comunicou que a Sindicância Investigativa criada para apurar possíveis responsabilidades foi arquivada.
No dia 25 de janeiro de 2021, a lagoa de evapoinfiltração de efluentes da Estação de Tratamento de Esgotos da Casan se rompeu, atingindo residências e afetando diretamente a Lagoa da Conceição, um dos principais cartões postais de Florianópolis. Após o desastre, no dia 11 de fevereiro de 2021, a Companhia instaurou Comissão de Sindicância da Fase Investigativa para apurar o acidente.

Em 11 de novembro de 2022, a Comissão decidiu pelo arquivamento da Sindicância, sem apontar responsabilizações pelo acidente. 
“A Comissão entende que, no que foi de competência de análise por parte dessa comissão, não houve indícios de autoria e materialidade para responsabilização de nenhum colaborador. Assim, em atendimento ao disposto no art. 70 do Manual que disciplina os Processos Administrativos Disciplinares e as Sindicâncias no âmbito da Casan, essa Comissão sugere o arquivamento do processo”, aponta o Relatório Final.
O documento, no entanto, ficou parado durante um ano, sem as devidas providências pela Casan. Somente em 12 de dezembro de 2023, após dois pedidos de informação do deputado Mário Motta, a Diretoria Executiva da Companhia acatou o Relatório Final que concluiu pelo arquivamento dos autos.

No entanto, a equipe de fiscalização do gabinete apurou que a resposta destoa de manifestações de outros órgãos e de dados anteriores da própria Casan. Um destes fatos é que desde 2018, mediante a contratação de empresa especializada realizada pela Companhia, foi identificado:
“5.600 m³ de material lamoso na LEI - ou 370 caminhões tanque de 15 m³ -“, afetando diretamente a capacidade de infiltração e de retenção da lagoa, e que “se não houver intervenção para melhoria das condições operacionais, o sistema estará plenamente comprometido em termos de função e eficiência”. 
Mesmo diante de tal informação, a empresa nunca protocolou pedido de autorização à Floram para limpeza do pacote-lamoso.

Diferente do que concluiu a Comissão da Casan, os técnicos do Tribunal de Contas do Estado de Santa Catarina (TCE/SC), de forma preliminar, conseguiram identificar os responsáveis pelo desastre. Em relatório da auditoria realizada menciona-se:
“ter sido provado o fato danoso auditado nestes autos, bem assim identificados os responsáveis por sua deflagração, os quais agiram com culpa na espécie, sobretudo na modalidade omissiva negligente”, passando a sugerir multa a, dentre outros, representantes da Casan identificados nos autos.
A partir da denúncia, órgãos de controle como Tribunal de Contas do Estado (TCE) e Ministério Público de Santa Catarina (MPSC) tomaram novas providências para o esclarecimento do acidente. Primeiro, o TCE solicitou à Casan a cópia da sindicância para verificar os critérios utilizados pela empresa para chegar à conclusão do relatório, sem indicar responsabilidades pelo desastre. Segundo a equipe técnica, a empresa encaminhou o documento que agora passa por análise no TCE.
Depois, o Ministério Público de Santa Catarina, por meio da 7ª Promotoria de Justiça, abriu inquérito civil para apurar possíveis atos de improbidade administrativa na Casan. Instaurado no dia 10 de abril, o processo busca explicações sobre os motivos que levaram ao arquivamento da sindicância.

Denúncia do caso dos notebooks que culminou na Operação Primum da Polícia Civil - Na segunda quinzena de abril de 2024, a Polícia Civil de Santa Catarina deflagrou a Operação Família Primum que apura irregularidades em um pregão eletrônico destinado à compra de 40 mil notebooks pela Secretaria Estadual de Educação, na gestão passada, o que gerou um prejuízo de R$ 5 milhões aos cofres públicos. A investigação é resultado de denúncia do gabinete ao Ministério Público de Contas.
Por meio da fiscalização do gabinete ficaram evidenciadas irregularidades na aplicação da Lei Complementar Federal nº 123/062 que preconiza o tratamento diferenciado e favorecido às Microempresas - ME’s e Empresas de Pequeno Porte EPP’s.
Com base na Lei nº 123/062, o processo foi dividido em dois lotes, um com 30 mil unidades, para qualquer tipo de empresa, e outro, de 10 mil unidades, exclusivamente para MEs ou EPPs. No lote geral, os 30 mil notebooks foram adquiridos pelo preço unitário de R$ 4.091, total de R$ 122,73 milhões. Já no lote reservado às MEs e EPPs, o mesmo equipamento custou R$ 4.600 a unidade, totalizando R$ 46 milhões. Ou seja, uma diferença de R$ 509 por computador, R$ 5 milhões no total. Com este valor seria possível adquirir 1.200 outros notebooks.
Além disso, ainda foi identificado que a microempresa vencedora foi registrada por um jovem de 18 anos em maio de 2021, quando já tramitava o processo interno que resultou no Pregão Eletrônico nº 99/2021. Após vencer o processo, o rapaz transferiu a empresa ao pai, um empresário com décadas de atuação no setor, e que, à época, possuía uma outra empresa que já havia faturado valor superior ao máximo anual permitido para enquadramento em EPP, ou seja, não poderia concorrer no método de tratamento diferenciado.
Esta outra empresa, do qual o pai era sócio administrador, entre julho de 2021 e outubro de 2022, faturou mais de R$ 60 milhões somente com órgãos do orçamento fiscal e da seguridade social do Governo do Estado, dos quais R$ 56,5 milhões com a Secretaria de Estado da Educação.

Inspeção precária no Morro dos Cavalos - O gabinete do deputado encaminhou representação à Controladoria Geral da União (CGU), ao Ministério Público Federal (MPF) e ao Tribunal de Contas da União (TCU) pedindo a abertura de procedimento para apurar as possíveis responsabilidades com relação aos deslizamentos de terra na BR-101, no Morro dos Cavalos, e propor medidas e recomendações para evitar que novos acidentes ocorram na região, prejudicando a população.
A equipe de fiscalização identificou falhas na gestão e monitoramento de riscos associados à concessão da rodovia BR-101, especificamente no trecho do Morro dos Cavalos, administrado pela concessionária Arteris Litoral Sul, que podem ter levado a acidentes. Como o que ocorreu em 13 de abril de 2024 quando o deslizamento de rochas bloqueou o tráfego no km 234, sentido norte da BR-101, por mais de 50 horas, provocando congestionamento de 30 quilômetros.
Antes de encaminhar a representação, em março de 2023, o gabinete já havia verificado problemas na inspeção das encostas, o que resultou em Moção de Apelo à ANTT solicitando a adoção de melhorias nas inspeções por meio do uso de drones para uma interpretação mais precisa da situação das encostas. 
Desde 2013, após elaboração de relatório que identificou 27 passivos ambientais, ou seja, passíveis de risco, a Arteris é responsável pelas intervenções no local, o que inclui a realização de monitoramento. No entanto, a classificação de risco das encostas, de maneira geral é feita apenas por inspeção visual. 
Dos 27 pontos analisados, 21 foram classificados como risco 0 (quando o local está estabilizado, sem oferecer perigo para o tráfego) e 1 (o local encontra-se com ocorrência em estágio inicial, sujeito à intervenção a longo prazo - em até 5 anos). Na época, entre os pontos analisados, o 41 foi considerado como de risco 0, e o 28 de risco 1, justamente os locais onde ocorreram os deslizamentos em 2022 e 2024. 
Diante do Relatório de Monitoração da Arteris, a ANTT decidiu excluir os valores que seriam destinados para obras de recuperação dos passivos ambientais do Morro dos Cavalos, já que, naquele momento, apresentavam grau de risco 0 ou 1. Com isso, dos R$ 42,9 milhões previstos inicialmente para a intervenção, R$ 37,7 milhões foram excluídos referentes aos 21 pontos com classificação de risco 0 ou 1.
Assim, conclui-se que o desmoronamento nos pontos 28 e 41, aparentemente, tiveram as mesmas possíveis causas: exclusão dos trechos de baixo risco do contrato pela ANTT (versão da Arteris Litoral Sul); ou omissão da própria concessionária em executar as intervenções necessárias. Além disso, a realização de inspeções precárias, apenas de forma visual, que podem não classificar a real situação de risco dos trechos ao longo da rodovia, também pode ser um fator determinante para os deslizamentos.

## Academia Limpe
Além do processo seletivo para contratação da equipe e do Emendas Participativas, o deputado Mário Motta lançou mais um programa inédito, o Academia Limpe, programa de capacitação para candidatos a vereadores e prefeitos às eleições municipais de 2024. 
Formulado por especialistas em políticas públicas, fiscalização e campanhas políticas, o processo seletivo é realizado em cinco etapas: análise de currículo, prova de conhecimentos gerais e específicos, redação, aulas com especialistas em diversas áreas e apresentação de trabalho final. Após estas fases, a comissão de avaliadores irá analisar o histórico dos candidatos dentro da Academia Limpe e fará uma seleção para as finais democráticas.
O programa terá aulas com especialistas de diversas áreas e conta com apoio de várias instituições como Câmara dos Deputados, Assembleia Legislativa de Santa Catarina, Ministério Público de Santa Catarina, Defesa Civil e outros.

## Comissão de Legislação Participativa
Desde o começo de 2024, o deputado Mário Motta divulga uma Comissão muito importante, que existe há 20 anos na Alesc, mas que poucas pessoas têm conhecimento, a Comissão dos Direitos do Consumidor e do Contribuinte e de Legislação Participativa, da qual é presidente. 
Por meio da Comissão de Legislação Participativa, que tem caráter permanente, a sociedade, representada por qualquer entidade civil organizada como ONGs, sindicatos, associações, órgãos de classe, entre outros, pode apresentar à Assembleia Legislativa sugestões para a criação de novas normas ou para o aperfeiçoamento da legislação já existente.
As sugestões vão desde propostas de leis complementares e ordinárias a projetos de emendas ao Plano Plurianual (PPA) e à Lei de Diretrizes Orçamentárias (LDO), por exemplo. Assim como nas demais Comissões, a CLP também aprecia, através de um rito regimentalmente previsto, com deliberação e votação, as proposições e matérias sujeitas à sua análise. Se aprovado na Comissão, o projeto segue para a análise das Comissões pertinentes até ir à votação em Plenário. Caso rejeitada, a proposta é arquivada.
A Constituição da República determina que todo o poder emana do povo. Sendo assim, a Comissão de Legislação Participativa busca cumprir este princípio democrático, levando cada catarinense, por meio da sociedade civil, para dentro da Casa Legislativa para garantir mais do que a possibilidade, mas o direito real e efetivo de participação na construção de um processo legislativo que, de fato, atenda os anseios da população.
A Comissão Legislativa Participativa da Alesc é composta pelos deputados Mário Motta (PSD) como presidente, Tiago Zilli (MDB), vice-presidente, Luciane Carminatti (PT), Marcius Machado (PL), Marquito (PSOL), Oscar Gutz (PL) e Sérgio Motta (Republicanos) como membros.

## Filmografia
| Ano  | Título   | Papel   |
| ---- | -------- | ------- |
| 1960 | Maria 38 | Marinho |